# Villa Marchesi
Villa Pisani, Pigazzi, Marchesi è una villa veneta di Mogliano Veneto, in provincia di Treviso.
È uno dei palazzi del Terraglio, affacciandosi sul lato orientale della strada.

## Storia
Di essa si hanno notizie a partire dalla fine del Cinquecento quando era proprietà dei Venier i quali, si presume, ne furono i costruttori (altri propendono per i Pisani). Nella prima metà del Settecento apparteneva ancora a Elisabetta Venier, ma poco dopo passava a Stefano Scarello e quindi a suo figlio Cristoforo. Successivamente fu di Giovanni Heilzelmann, mercante d'olio noto per l'incendio che, la notte del 28 novembre 1789, scoppiò nel suo magazzino di Venezia, provocando la distruzione delle abitazioni dei dintorni e lasciando senza tetto circa centoquaranta famiglie.
Fu poi acquistata da Giovanni Antonio Pigazzi, per essere poi ereditata da suo figlio Andrea. In seguito al matrimonio tra Maria Pigazzi e Andrea Marchesi, la villa è passata alla famiglia di quest'ultimo che tuttora vi abita.
La storia della villa è legata agli eventi del Risorgimento e in particolare all'assedio della Repubblica di San Marco. Dal 24 agosto 1848, durante l'attacco a Forte Marghera, la villa ospitò un ospedale militare austriaco. Il 21 marzo 1849 vi furono arrestati Antonio Pilon, gastaldo della tenuta, Luigi Vanin, Antonio Vincenzi e Giacomo Bison, moglianesi accusati di aver aiutato i rivoluzionari veneziani.
Durante la Grande Guerra ospitò il Comando dei Volontari Cecoslovacchi che combattevano sul Fronte del Piave al fianco degli Stati dell'Intesa.

## Edificio
L'attuale ingresso si trova sul lato sud del giardino in origine si accedeva da una cancellata, tuttora esistente ma inutilizzata, posta di fronte alla casa padronale. Quest'ultima ha una caratteristica struttura circolare, con l'emiciclo convesso, più esterno, costituito da un basso parapetto in ferro, mentre l'emiciclo concavo si articola in tre parti separati colonne binate di ordine dorico coronate da un elemento di trabeazione. Il tutto è raccordato al muro di cinta dalle volute di due pilastri posti alle estremità del cerchio.
La costruzione è costituita da tre volumi disposti in linea, ovvero la casa padronale affiancata da due barchesse più basse. Queste possiedono dei bracci laterali che si protendono verso il retro del complesso, dando una pianta a "U" che si apre verso il parco posteriore.
Il corpo centrale, sviluppato su tre livelli, è tripartito ma non segue il classico schema. Il settore centrale, infatti, presenta cinque aperture per piano, mentre quelli laterali una sola finestra (la consuetudine vorrebbe invece tre finestre al centro e due per lato). Il piano nobile è messo in risalto dalla trifora centrale, protetta da un balcone con balaustra.
Per quanto riguarda gli interni della casa padronale, si ricordano le decorazioni a stucco di alcune stanze e una saletta del pian terreno le cui pareti sono ornate da un grande dipinto di Pietro Marchesi raffigurante un paesaggio palustre con scene di caccia.
Presso l'angolo meridionale della proprietà, in corrispondenza dell'attuale ingresso, si trovava un oratorio intitolato a San Giuseppe.